# Copa Suruga Bank 2011
La Copa Suruga Bank de 2011 fue la cuarta edición de este torneo. Se disputó en un único partido en Japón entre el campeón de la Copa J. League 2010, el Júbilo Iwata, y el campeón de la Copa Sudamericana 2010, el Club Atlético Independiente, de Argentina. El encuentro se jugó el 3 de agosto de 2011 en el Estadio Ecopa de Shizuoka.
Debido al terremoto y tsunami que azotó a Japón en marzo de 2011 se pensó en que la final se suspendería o cambiaría de sede pero finalmente el 6 de abril se confirmó la realización del torneo tal como estaba previsto anteriormente.
Previo al partido, el domingo 31 de julio, hubo un terremoto de 6,1 grados en la escala abierta de Richter en la zona de Shizuoka. No se acasionaron daños y en ningún momento el partido estuvo en duda de jugarse.
Se coronó campeón el Júbilo Iwata tras igular 2-2 con Independiente de Avellaneda en el tiempo reglamentario, y luego venciéndolo 4-2 en la serie de penales.

## Organización
La organización de la copa está a cargo de la Asociación Japonesa de Fútbol, de la CONMEBOL y de la Asociación de Fútbol de Japón. El encuentro será organizado de acuerdo a las Reglas del Juego 2011/2012, autorizadas por la IFAB y publicadas por la FIFA.

### Reglas
Lo siguiente serán las reglas del torneo:
- El partido durará 90 minutos y comprenderá dos períodos de 45 minutos cada uno, con un intervalo entre cada uno de 15 minutos. Si el resultado termina en empate se determinará al equipo ganador mediante la ejecución de tiros penales.

- En la lista de buena fe deben presentarse 18 jugadores y durante el partido podrán realizarse como máximo 7 sustituciones.

## Clubes clasificados
El primer equipo clasificado para disputar el torneo fue el Júbilo Iwata cuando el 3 de noviembre derrotó al Sanfrecce Hiroshima. En los 90 minutos el partido culminó 2 a 2 pero en el tiempo suplementario el marcador pasó a ser ganado por el Júbilo por 5 a 3.
Por su parte, Independiente, fue el campeón de la Copa Sudamericana luego de haber jugado la final frente al Goiás. El primer partido desarrollado en Brasil fue para los locales por 2 a 0 mientras que en la vuelta, el rojo venció por 3 a 1, adjudicándose el torneo en la tanda de penales por 5 a 3.
| País      | Equipo        | Vía de clasificación                 |
| --------- | ------------- | ------------------------------------ |
| Japón     | Júbilo Iwata  | Campeón de la Copa J. League 2010    |
| Argentina | Independiente | Campeón de la Copa Sudamericana 2010 |

## Sede
La final fue disputada en el Estadio Ecopa de la ciudad de Shizuoka.
| Japón               |         |
| Ciudad              | Estadio |
| Shizuoka            | Ecopa   |
|                     |         |
| 50 899 espectadores |         |

## Partido

### Ficha
| 1          | POR        | Yoshikatsu Kawaguchi |     |
| 5          | DEF        | Yuichi Komano        |     |
| 2          | DEF        | Kenichi Kaga         |     |
| 33         | DEF        | Yoshiaki Fujita      |     |
| 20         | MED        | Shuto Yamamoto       |     |
| 28         | MED        | Keisuke Funatani     | 45' |
| 23         | MED        | Kosuke Yamamoto      | 67' |
| 6          | MED        | Daisuke Nasu         |     |
| 3          | MED        | Ryu Okada            | 61' |
| 10         | MED        | Hiroki Yamada        |     |
| 8          | DEL        | Gilsinho             | 75' |
| Entrenador | Entrenador | Masaaki Yanagishita  |     |

| 1          | POR        | Hilario Navarro       |     |
| 13         | DEF        | Iván Vélez            | 70' |
| 6          | DEF        | Eduardo Tuzzio        |     |
| 2          | DEF        | Julián Velázquez      |     |
| 3          | DEF        | Maximiliano Velázquez | 71' |
| 8          | MED        | Hernán Fredes         |     |
| 5          | MED        | Roberto Battión       | 45' |
| 7          | MED        | Cristian Pellerano    |     |
| 11         | MED        | Osmar Ferreyra        | 45' |
| 17         | DEL        | Facundo Parra         |     |
| 19         | DEL        | Marco Pérez           | 88' |
| Entrenador | Entrenador | Antonio Mohamed       |     |

| 19 | DEL | Tomoyuki Arata     | 45' |
| 22 | DEF | Hiroyuki Kobayashi | 61' |
| 17 | DEL | Hidetaka Kanazono  | 67' |
| 15 | MED | Minoru Suganuma    | 75' |

| 10 | MED | Patricio Rodríguez | 45' |
| 33 | DEF | Cristian Báez      | 45' |
| 16 | MED | Nicolás Cabrera    | 70' |
| 19 | DEF | Adrián Argachá     | 71' |
| 9  | DEL | Leonel Nuñez       | 88' |

|  |

| Anotado · Autogol | 9'  | Roberto Battión | 1-0 |
| Anotado           | 58' | Tomoyuki Arata  | 2-2 |

| Anotado | 32' | Eduardo Tuzzio | 1-1 |
| Anotado | 47' | Facundo Parra  | 1-2 |

| Hiroyuki Kobayashi | Acierto de penal | 1:0 |                          |                    |
|                    |                  | 1:1 | Acierto de penal         | Leonel Nuñez       |
| Hiroki Yamada      | Acierto de penal | 2:1 |                          |                    |
|                    |                  | 2:1 | Fallo de penal (Atajado) | Cristian Pellerano |
| Daisuke Nasu       | Fallo de penal   | 2:1 |                          |                    |
|                    |                  | 2:1 | Fallo de penal (Atajado) | Cristian Báez      |
| Yuichi Komano      | Acierto de penal | 3:1 |                          |                    |
|                    |                  | 3:2 | Acierto de penal         | Facundo Parra      |
| Yoshiaki Fujita    | Acierto de penal | 4:2 |                          |                    |

| Amonestado | 11' | Keisuke Funatani |

| Amonestado | 39' | Maximiliano Velázquez |

| Árbitro             | Lee Probert    |
| Árbitros asistentes | Yuxin Mu       |
| Árbitros asistentes | Han Wei        |
| Cuarto Árbitro      | Yudai Yamamoto |
|                     |                |

| 1          | POR        | Yoshikatsu Kawaguchi |     |
| 5          | DEF        | Yuichi Komano        |     |
| 2          | DEF        | Kenichi Kaga         |     |
| 33         | DEF        | Yoshiaki Fujita      |     |
| 20         | MED        | Shuto Yamamoto       |     |
| 28         | MED        | Keisuke Funatani     | 45' |
| 23         | MED        | Kosuke Yamamoto      | 67' |
| 6          | MED        | Daisuke Nasu         |     |
| 3          | MED        | Ryu Okada            | 61' |
| 10         | MED        | Hiroki Yamada        |     |
| 8          | DEL        | Gilsinho             | 75' |
| Entrenador | Entrenador | Masaaki Yanagishita  |     |

| 1          | POR        | Hilario Navarro       |     |
| 13         | DEF        | Iván Vélez            | 70' |
| 6          | DEF        | Eduardo Tuzzio        |     |
| 2          | DEF        | Julián Velázquez      |     |
| 3          | DEF        | Maximiliano Velázquez | 71' |
| 8          | MED        | Hernán Fredes         |     |
| 5          | MED        | Roberto Battión       | 45' |
| 7          | MED        | Cristian Pellerano    |     |
| 11         | MED        | Osmar Ferreyra        | 45' |
| 17         | DEL        | Facundo Parra         |     |
| 19         | DEL        | Marco Pérez           | 88' |
| Entrenador | Entrenador | Antonio Mohamed       |     |

| 19 | DEL | Tomoyuki Arata     | 45' |
| 22 | DEF | Hiroyuki Kobayashi | 61' |
| 17 | DEL | Hidetaka Kanazono  | 67' |
| 15 | MED | Minoru Suganuma    | 75' |

| 10 | MED | Patricio Rodríguez | 45' |
| 33 | DEF | Cristian Báez      | 45' |
| 16 | MED | Nicolás Cabrera    | 70' |
| 19 | DEF | Adrián Argachá     | 71' |
| 9  | DEL | Leonel Nuñez       | 88' |

|  |

| Anotado · Autogol | 9'  | Roberto Battión | 1-0 |
| Anotado           | 58' | Tomoyuki Arata  | 2-2 |

| Anotado | 32' | Eduardo Tuzzio | 1-1 |
| Anotado | 47' | Facundo Parra  | 1-2 |

| Hiroyuki Kobayashi | Acierto de penal | 1:0 |                          |                    |
|                    |                  | 1:1 | Acierto de penal         | Leonel Nuñez       |
| Hiroki Yamada      | Acierto de penal | 2:1 |                          |                    |
|                    |                  | 2:1 | Fallo de penal (Atajado) | Cristian Pellerano |
| Daisuke Nasu       | Fallo de penal   | 2:1 |                          |                    |
|                    |                  | 2:1 | Fallo de penal (Atajado) | Cristian Báez      |
| Yuichi Komano      | Acierto de penal | 3:1 |                          |                    |
|                    |                  | 3:2 | Acierto de penal         | Facundo Parra      |
| Yoshiaki Fujita    | Acierto de penal | 4:2 |                          |                    |

| Amonestado | 11' | Keisuke Funatani |

| Amonestado | 39' | Maximiliano Velázquez |

| Árbitro             | Lee Probert    |
| Árbitros asistentes | Yuxin Mu       |
| Árbitros asistentes | Han Wei        |
| Cuarto Árbitro      | Yudai Yamamoto |
|                     |                |

|                                  |
| Bandera de Japón                 |
| Campeón Júbilo Iwata 1.er título |